# جان مولنار
جان رابرت مولنار (‎/ˈmoʊlənɑːr/‎ MOLE-ən-arr؛ زادهٔ ۸ مه ۱۹۶۱) یک سیاستمدار آمریکایی است که از سال ۲۰۱۵ به عنوان نماینده ایالات متحده از میشیگان خدمت می‌کند و از سال ۲۰۲۳ نماینده حوزه دوم کنگره این ایالت است. او که عضو حزب جمهوری‌خواه بود، از سال ۲۰۰۳ تا ۲۰۰۸ در مجلس نمایندگان میشیگان و از سال ۲۰۱۱ تا ۲۰۱۴ در سنای میشیگان خدمت کرد.
مولنار در ۸ می ۱۹۶۱ در میدلند، میشیگان در خانواده ای هلندی متولد شد. در سال ۱۹۸۳، او مدرک لیسانس علوم را از کالج هوپ گرفت. او در سال ۱۹۸۹ مدرک کارشناسی ارشد مدیریت دولتی را از دانشگاه هاروارد دریافت کرد.